# Pavel Kroupa
Pavel Kroupa (* 24. September 1963 in Jindřichův Hradec, Tschechoslowakei) ist ein tschechisch-australischer Astrophysiker und Professor an der Rheinischen Friedrich-Wilhelms-Universität Bonn.

## Leben
Kroupas Familie floh nach dem Scheitern des Prager Frühlings 1968 aus Tschechien; in der Folge wuchs Kroupa in Deutschland und Südafrika auf. Er erwarb 1983 in Göttingen das Abitur und studierte anschließend Physik an der University of Western Australia in Perth. 1988 erhielt er das Isaac Newton Stipendium der University of Cambridge und 1992 ein Senior Rouse Ball Forschungsstipendium der Trinity College (Cambridge) und promovierte in England bis 1992 über die Verteilung massearmer Sterne in der Milchstraße. Danach arbeitete Kroupa bis 2000 in astronomischen Forschungsgruppen der Ruprecht-Karls-Universität Heidelberg und am Max-Planck-Institut für Astronomie, bevor er an der Christian-Albrechts-Universität zu Kiel habilitiert wurde und ein Heisenberg-Stipendium erhielt. Im April 2004 wurde er an die Sternwarte der Universität Bonn berufen, die heute eine Abteilung des Argelander-Instituts für Astronomie ist. Er wurde 2007 durch eine Swinburne University Visiting Professorship in Melbourne und durch eine Leverhulme Trust Visiting Professorship an der Universität Sheffield ausgezeichnet.

## Forschung
Kroupa leitet die Forschungsgruppe Stellare Populationen und Dynamik an der Universität Bonn. Seine Forschungsarbeit fing Kroupa 1987 in Australien mit einer Untersuchung des erdnahsten Sterns, Proxima Centauri, an.
Kroupa ist für seine Arbeiten zur Verteilung stellarer Massen bekannt und hat in Cambridge 1990–1992 durch die Einbeziehung von Doppelsternen und detaillierter Berechnungen vom Sternenaufbau die heute allgemein benutzte kanonische IMF (Ursprüngliche Massenfunktion) hergeleitet, welche die Verteilung der Sternmassen bei deren Geburt beschreibt. Zusammen mit Carsten Weidner schlug er 2004 in Kiel die Existenz einer physikalischen maximalen Sternmasse von ungefähr 150 Sonnenmassen vor. In Heidelberg hat er 1993–1995 die ersten stellar-dynamischen Berechnungen von Sternhaufen, in denen alle Sterne als Doppelsterne geboren werden, vorgestellt und damit das Problem gelöst, dass Feldpopulationen eine deutlich niedrigere Doppelsternrate haben als Sternentstehungsgebiete. Dabei hat er die Theorie der Vor-Hauptreihen-Eigenevolution von Doppelsternen mathematisch formuliert und angewandt, die Methode der dynamischen Populationssynthese gegründet und die Existenz verbotener Doppelsterne vorhergesagt. Die Überlegung, dass Braune Zwerge und extrasolare Planetensysteme in zirkumstellaren Scheiben entstehen, wenn diese durch vorbeifliegende Sterne in jungen Sternhaufen gestört werden, schlug er in Zusammenarbeit mit Ingo Thies und Christian Theis 2003–2004 in Kiel vor.
In Kiel hat er außerdem das Konzept, dass die Sterne in Galaxien in Populationen von Sternhaufen entstehen, theoretisch formuliert. Mit diesem konnte er 2002 die beobachtete Aufheizung der Scheibe der Milchstraße erklären und mit Carsten Weidner die „IGIMF-Theorie“ (integrated galactic initial mass function) formulieren. Zusammen mit Jan Pflamm-Altenburg konnte er in Bonn 2008 zeigen, dass aus der IGIMF-Theorie folgt, dass Scheibengalaxien ein radiales Sternentstehungsgesetz haben, dem zufolge die Sternentstehungsdichte proportional zur radialen Gasdichte ist. Die IGIMF-Theorie impliziert auch, dass die Sternentstehungsraten von zwergirregulären Galaxien proportional zu deren Gasmassen sind und zu deutlich höheren Werten korrigiert werden müssen. Daraus folgt zwingend die Massen-Metallizitäts-Beziehung von Galaxien.
Kroupa hat zudem in Heidelberg 1997 die erste genaue Messung der räumlichen Bewegung zweier extragalaktischer Systeme mit Ulrich Bastian vorgenommen. 1997 hat er auch stellardynamische Lösungen zu den Satellitengalaxien der Milchstraße gefunden, welche keine Dunkle-Materie-Komponente benötigen. Seine Arbeiten implizieren einen möglichen Zusammenhang der Satellitengalaxien mit dem Bulge der Milchstraße. Dieser Zusammenhang kann durch eine Kollision der frühen Milchstraße mit einer anderen jungen Galaxie erklärt werden. Seit 2010 beschäftigt sich Kroupa zunehmend mit Kosmologie. Kroupa ist der Ansicht, dass das Standardmodell der Kosmologie (Lambda-CDM-Modell), das seine Rechtfertigung vor allem aus der Analyse des Kosmischen Mikrowellenhintergrunds als Relikt des frühen Universums hat und kalte Dunkle Materie (DM) verlangt, durch die Beobachtung von Galaxien aus der Umgebung der Milchstraße (rund 8 MPc Abstand) widerlegt ist. Insbesondere sieht er die Vorhersage zweier deutlich unterschiedlicher Typen von Satelliten-Zwerggalaxien, die das Standardmodell vorhersagt (einmal DM-haltige Satellitengalaxien, die sich im DM-Halo der Hauptgalaxie gebildet haben, einmal DM-arme Tidal Dwarf Galaxies (TDG) als Relikte der Kollisionsgeschichte der Galaxien), als widerlegt an. Er spricht sich für eine stärkere Förderung der Forschung nach Alternativen (insbesondere MOND und ähnliche Theorien) aus, sieht hier aber wissenschaftssoziologische Hindernisse, die zu einer Unterdrückung dieser Forschung führen. Er lehnt Dunkle Materie nicht grundsätzlich ab, sieht darin aber ein Ausweichen auf einen verborgenen Sektor mit immer neuen theoretischen Zusätzen (wie Dunkle Energie, Dunkle Kräfte die nur zwischen Dunkler Materie wirken) ähnlich der Epikzykeltheorie in der älteren Astronomie, und somit ein systematisches Ausweichen vor der grundlegenden Forderung nach Falsifizierbarkeit einer Theorie.

## Veröffentlichungen
- The distribution of low-mass stars in the disc of the galaxy. University of Cambridge, 1992
- Binary systems, star clusters and the galactic-field population: applied stellar dynamics. Kiel, 2002
- The initial mass function of stars: evidence for uniformity in variable systems. Volume 295, Issue 5552 of Science Weekly, American Association for the Advancement of Science, 2002

### Aufsätze
- mit R.R. Burman, D.G. Blair: „Photometric observations of flares on Proxima Centauri“, PASA 8, 119 (1989). bibcode:1989PASAu...8..119K
- mit C. A. Tout, G. Gilmore: „The distribution of low-mass stars in the Galactic disc“, MNRAS 262, 545 (1993). bibcode:1993MNRAS.262..545K
- „Inverse dynamical population synthesis and star formation“, MNRAS 277, 1491 (1995). bibcode:1995MNRAS.277.1491K
- „The dynamical properties of stellar systems in the Galactic disc“, MNRAS 277, 1507 (1995). bibcode:1995MNRAS.277.1507K
- mit U. Bastian, „The HIPPARCOS proper motion of the Magellanic Clouds“, NewA 2, 77 (1997).bibcode:1997NewA....2...77K
- „Dwarf spheroidal satellite galaxies without dark matter“, NewA 2,139 (1997). bibcode:1997NewA....2..139K
- „On the variation of the initial mass function“, Monthly Notices Roy. Astron. Soc., Band 322, 2001, S. 231
- „The Initial Mass Function of Stars: Evidence for Uniformity in Variable Systems“, Science 295, 82 (2002). bibcode:2002Sci...295...82K
- „Thickening of galactic discs through clustered star formation“, MNRAS 330, 707 (2002). bibcode:2002MNRAS.330..707K
- mit C. Weidner: „Evidence for a fundamental stellar upper mass limit from clustered star formation“, MNRAS 348, 187 (2004). bibcode:2004MNRAS.348..187W
- mit C. Weidner: „The Variation of Integrated Star Initial Mass Functions among Galaxies“, ApJ 625, 754 (2005). bibcode:2005ApJ...625..754W
- I. Thies, P. Kroupa, C. Theis, „Induced planet formation in stellar clusters: a parameter study of star-disc encounters“, MNRAS 364, 961 (2005). bibcode:2005MNRAS.364..961T
- mit J. Köppen, C. Weidner: „A possible origin of the mass-metallicity relation of galaxies“, MNRAS 375, 673 (2007). bibcode:2007MNRAS.375..673K
- mit J. Pflamm-Altenburg: „Clustered star formation as a natural explanation for the Hα cut-off in disk galaxies“, Nature 455, 641 (2008). bibcode:2008Natur.455..641P
- mit J. Pflamm-Altenburg,: „The Fundamental Gas Depletion and Stellar-Mass Buildup Times of Star-Forming Galaxies“, ApJ 706, 516 (2009). bibcode:2009ApJ...706..516P
- mit S. Recchi, F. Calura: „The chemical evolution of galaxies within the IGIMF theory: the [ α/Fe] ratios and downsizing“, A&A 499, 711 (2009). bibcode:2009A&A...499..711R
- mit I. Thies, S.P. Goodwin u. a.: „Tidally Induced Brown Dwarf and Planet Formation in Circumstellar Disks“, ApJ 717, 577 (2010). bibcode:2010ApJ...717..577T
- mit B. Famaey, K.S. de Boer, J. Dabringhausen, M. Pawlowski, C.M. Boily, H. Jerjen, D. Forbes, G. Hensler, M. Metz: „Local-Group tests of dark-matter concordance cosmology . Towards a new paradigm for structure formation“, A&A 523, 32 (2010). bibcode:2010A&A...523A..32K
- „The Dark Matter Crisis: Falsification of the Current Standard Model of Cosmology“, PASA 29, 395 (2012). bibcode:2012PASA...29..395K
- mit M. Pawlowski, M. Milgrom: „The Failures of the Standard Model of Cosmology Require a New Paradigm“, IJMPD 21, 1230003 (2012). bibcode:2012IJMPD..2130003K
- „Lessons from the Local Group (and beyond) on dark matter“, arXiv1409.6302 (2014). bibcode:2014arXiv1409.6302K
- „Galaxies as simple dynamical systems: observational data disfavor dark matter and stochastic star formation“, CaJPh 93, 169 (2015). bibcode:2015CaJPh..93..169K